# Народно читалище „Иван Вазов-1999“
Народно читалище „Иван Вазов-1999“ е читалище в Мадан. Създадено е през 1999 г., именувано на народния писател Иван Вазов.
Към читалището действат клуб за литература и художествено слово, група за автентичен фолклор, детска фолклорна група, гайдарска школа, музикална школа, школа по пиано, младежки парламент и клуб „Млад журналист“.